# Бихавка-Друга-Кольонія
Бихавка-Друга-Кольонія (пол. Bychawka Druga-Kolonia) — село в Польщі, у гміні Бихава Люблінського повіту Люблінського воєводства.
Населення — 261 особа (2011).
У 1975-1998 роках село належало до Люблінського воєводства.

## Демографія
Демографічна структура станом на 31 березня 2011 року:
|          | Загалом | Допрацездатний вік | Працездатний вік | Постпрацездатний вік |
| -------- | ------- | ------------------ | ---------------- | -------------------- |
| Чоловіки | 118     | 22                 | 85               | 11                   |
| Жінки    | 143     | 36                 | 78               | 29                   |
| Разом    | 261     | 58                 | 163              | 40                   |